# 千葉省三
千葉 省三（ちば しょうぞう、1892年（明治25年）11月27日 - 1975年（昭和50年）10月13日）は、日本の児童文学者、編集者。

## 人物
1892年（明治25年）12月12日、栃木県河内郡篠井村（現・宇都宮市）で小学校教員の父・亀五郎と母・ハマの長男として出生。1894年（明治27年）に亀五郎が吉沢尋常小学校（現・日光市立第三小学校）の校長になったため、一家で吉沢に引っ越した後、1898年（明治31年）に吉沢小の2年生に入学。1899年（明治32年）には亀五郎が楡木尋常小学校（現・鹿沼市立楡木小学校）に赴任したため転校し、現在の鹿沼市楡木町で育つ。1901年（明治34年）、南押原高等小学校（現・鹿沼市立南押原中学校）入学。「仁兵衛学校」や「井戸」「けんか」のモデルとなる。
1905年（明治38年）、栃木県立宇都宮中学校（現・栃木県立宇都宮高等学校）に進学すると、在学中に『同窓会雑誌』や『ひらめき会回覧雑誌』の編集作業をきっかけとして上級生の半田良平と知り合う。当時の宇都宮中学校の校長は笹川臨風であった。
1910年（明治43年）に宇都宮中学校を卒業すると、旧制高校の受験を目指すが、悪性盲腸炎のため進学を諦め、母校・楡木尋常小学校の代用教員となる。転任先の磯尋常小学校（現・鹿沼市立南押原小学校）で増渕貞子と知り合う（1917年に結婚）。1914年（大正3年）に半田良平を頼って上京し、「日月社」に就職するも、間もなく倒産。その後は「植竹書院」「コドモ社」といった出版社に勤務。当初は作家になる気持ちはなく、むしろ政治家志望だった。1920年に『童話』を創刊し編集責任者となる。編集者時代には西條八十や金子みすゞなどを見出したことでも知られた。
1918年（大正7年）、コドモ社時代に、同僚の浜田廣介のすすめで雑誌『良友』に発表した「かくれ岩」で児童文学デビュー。以後、自身でも童話創作を手がけるようになり、1923年（大正12年）11月にコドモ社を退職すると、執筆活動に専念。1925年発表の『虎ちゃんの日記』をはじめとした、田舎村の子どもたちの伸びやかな生活を写実的に描いた「村童もの」と呼ばれる一連の作品は、戦後の昭和30年代に鳥越信・瀬田貞二編『新選日本児童文学』（小峰書店）に入集したことで再評価を受けることになった。戦時中の1943年（昭和18年）4月から新潟県南魚沼郡湯沢村に、更に翌1944年（昭和19年）には中蒲原郡亀田町に疎開し、戦意高揚のための国策文学に与することを拒んで断筆した。1958年（昭和33年）には小平市に転居。1975年（昭和50年）、心不全のため死去。
「千葉省三童話全集」（岩崎書店）で1968年に第15回サンケイ児童出版文化賞を受賞。

## 雑誌『童話』
雑誌『童話』は、1920年から1926年まで発行された児童文学誌。『赤い鳥』『金の船』と並ぶ大正の三大児童雑誌とされる。童話は小川未明や浜田廣介（編集部スタッフでもあった）が、童謡は西條八十や島木赤彦、童画は川上四郎が活躍した。

## 千葉省三記念館
鹿沼市に千葉省三記念館がある（南押原児童館に併設）。2015年、南押原コミュニティーセンター内に移転。

## 著書
- 『トテ馬車 童話集』（川上四郎絵、古今書院） 1929、のち偕成社文庫
- 『ワンワンものがたり』（金蘭社） 1929、のちポプラ社文庫
- 『地蔵さま 童話集』（古今書院） 1932
- 『葱坊主 童話集』（古今書院） 1932
- 『陸奥の嵐』（大日本雄弁辯會講談社） 1933
- 『阿新丸』（布施長春繪、講談社の繪本） 1937
- 『孝女白菊』（富田千秋絵、講談社の繪本） 1937
- 『孝子萬壽姫』（石井朋昌絵、講談社の繪本） 1938
- 『竹やぶ 童話集』（古今書院） 1938
- 『勤王兄妹』（大日本雄辯會講談社） 1939
- 『孝子田宮坊太郎』（石井滴水絵、講談社の繪本） 1939
- 『コガネノフネ』（立野道正絵、講談社の繪本） 1941
- 『山田長政 南の英雄』（講談社） 1942
- 『ウサギノカイコン』（河目悌二絵、國民社） 1944
- 『手白猿』（川上四郎絵、講談社の繪本） 1945
- 『海の隼』（中文館書店） 1948
- 『泣かぬ星丸』（伊藤幾久造絵、ポプラ社） 1949
- 『千鳥笛』（伊藤幾久造絵、ポプラ社） 1951
- 『山姫かづら』（蕗谷虹児絵、ポプラ社） 1951
- 『はまぐり姫』（村上三千穂絵、講談社の絵本） 1952
- 『千葉省三集』（ポプラ社、新日本少年少女文学全集 28） 1960
- 『とらちゃん日記』（吉井忠絵、岩波少年文庫） 1960
  - 『虎ちゃんの日記』（ポプラ社文庫） 1979
- 『おつきさんをたべたはなし』（東本つね絵、ポプラ社） 1963
- 『ちっくたっく』（二俣英五郎画、童心社） 1963
- 『タカの巣とり』（松田穰絵、偕成社） 1965、のちフォア文庫
- 「千葉省三童話全集」全6巻（岩崎書店） 1967 - 1968

1. 『ばけねこたいじ・五右衛門風』
2. 『鷹の巣とり・虎ちゃんの日記』
3. 『おばけばなし・仁兵衛学校』
4. 『ワンワンものがたり・チックタック』
5. 『陸奥のあらし』
6. 『無人島漂流記』

## 翻訳・再話
- 『西遊記物語』（邱長春、平凡社、世界家庭文学全集） 1931
- 『ファーブル虫物語 3』（ファーブル、厚生閣書店） 1931
- 『ろばものがたり』（セギュール原作、編著、講談社） 1951
- 『エスキモーのふたご』（パーキンズ原作、編著、加藤まさを絵、講談社） 1953